# Oreopanax steyermarkii
Oreopanax steyermarkii là một loài thực vật có hoa trong Họ Cuồng cuồng. Loài này được A.C.Sm. mô tả khoa học đầu tiên năm 1944.